# Barrio Bellavista
Pour les articles homonymes, voir Bellavista.
Barrio Bellavista (quartier de Bellavista) est une zone située entre le río Mapocho et la colline San Cristóbal à Santiago, au Chili.

## Description

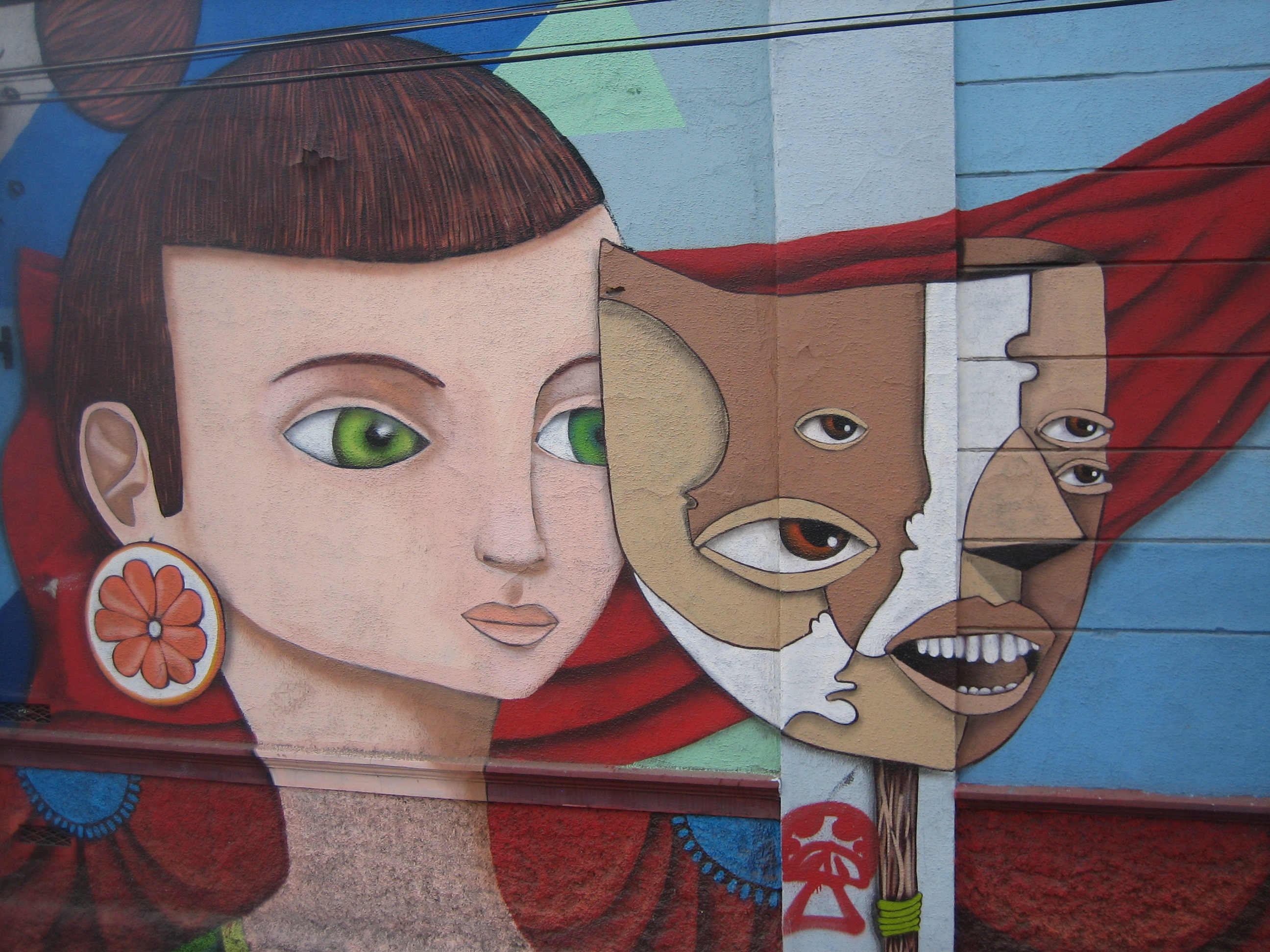
Une fresque murale dans le quartier de Bellavista

Il est connu comme étant le quartier bohème de Santiago, avec de nombreux restaurants, boutiques, galeries d'avant-garde, bars et clubs. Beaucoup d'intellectuels et d'artistes de la ville vivent à Bellavista, et la maison de Pablo Neruda à Santiago, La Chascona, est dans le quartier. Le quartier est desservi par la station de métro Baquedano, située de l'autre côté du río, au sud du quartier.